# Przegląd Kawaleryjski
Przegląd Kawaleryjski – polski miesięcznik o tematyce wojskowej, ukazujący się w latach 1924–1939.
Powstał w lipcu 1924 z inicjatywy oficerów kawalerii (głównie gen. Gustaw Orlicz-Dreszer i gen. Janusz Głuchowski) i pod patronatem Generalnego Inspektora Kawalerii – gen. Tadeusza Rozwadowskiego. Był wydawany przez Departament Kawalerii Ministerstwa Spraw Wojskowych.
Ogółem ukazało się 166 zeszytów tego pisma.

## Redaktorzy naczelni
- rtm. SG Jan Albrecht (1924–1925)
- rtm./ mjr dypl. Mieczysław Biernacki (1926–1932)
- ppłk dypl. Włodzimierz Dunin-Żuchowski (1933–1939)